# 布莱斯村庄

圆形小屋与野蔷薇小屋

布莱斯村庄（Blaise Hamlet）是英格兰布里斯托尔北部亨伯里区的九间小屋，环绕一片绿地。所有的小屋，和绿地上的日晷，均被列为 I级登录建筑。尼古拉斯·佩夫斯纳将其描述为“风景如画的布局和设计”。
布莱斯村庄建于1811年，为贵格会教徒、银行家和慈善家、布莱斯城堡庄园主人约翰·斯坎德雷特·哈福德的退休员工建造，由约翰·纳西设计，是第一个完全实现的花园郊区，并奠定了几乎所有花园郊区的路线图。 这些小屋都是独一无二的，拥有砖砌烟囱和老虎窗。 它们是1782年由威廉·吉尔平牧师提倡的英国如画(picturesque)美学理想的例子。 一条椭圆形的小路将小屋连接在一起，环绕着村庄绿地及日晷。 小屋花园为维多利亚时代风格。。
自1943年以来，这些小屋一直归国家信托所有。玫瑰小屋作为度假小屋。它们不向公众开放，但可以从绿地欣赏。

## 建筑
| 建筑       | 门牌  | 保护等级 | 图片 | 参考   |
| ---------- | ----- | -------- | ---- | ------ |
| 圆形小屋   | 8     | I        |      | [ 9 ]  |
| 钟面小屋   | 7     | I        |      | [ 10 ] |
| 钻石小屋   | 2     | I        |      | [ 11 ] |
| 双小屋     | 4 、5 | I        |      | [ 12 ] |
| 荷兰小屋   | 3     | I        |      | [ 13 ] |
| 橡木小屋   | 1     | I        |      | [ 14 ] |
| 玫瑰小屋   | 6     | I        |      | [ 15 ] |
| 野蔷薇小屋 | 9     | I        |      | [ 16 ] |
| 葡萄小屋   | 10    | I        |      | [ 17 ] |